# صورة الحويضة الغازية
صورة الحويضة الغازية (بالإنجليزية: Gas pyelogram)‏ هي عبارة عن مخطط بيولوجي يتم فيه ملء الكليتين وحويضة الكلية والحالب بالغاز، وله مظهر إشعاعي. ينتج هذا الغاز عن بعض الكائنات الدقيقة التي تنتج الغاز والتي تصيب معظم الأجزاء العلوية من الجهاز البولي.